# Vappu

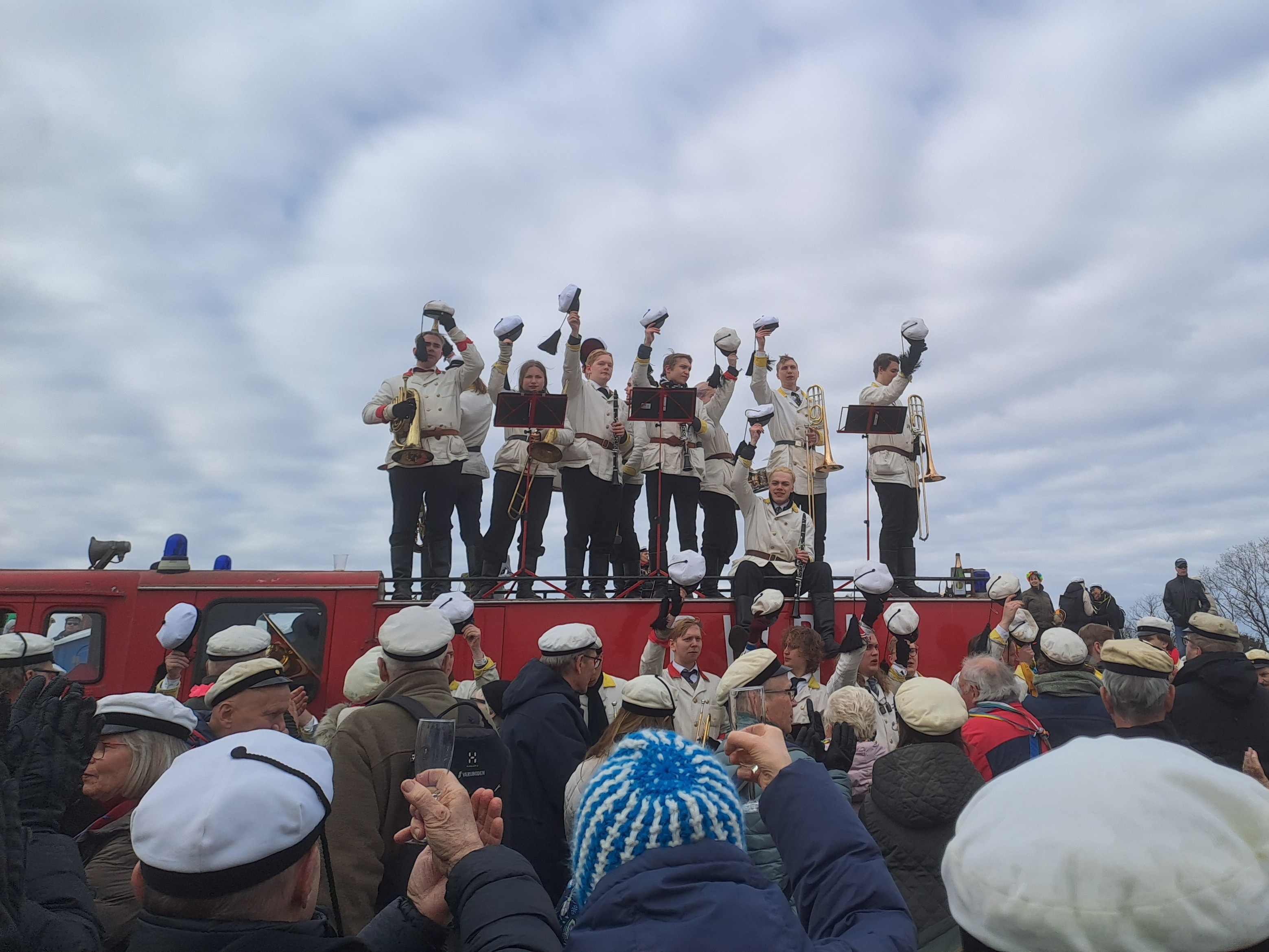
Studenti in tuta caratteristica suonano nella banda musicale durante il Vappu nel parco di Kaivopuisto, ad Helsinki, la mattina del primo maggio.

Il Vappu (AFI: [ˈʋɑ̝pːu]; Vappen in dialetto svedese di Finlandia) è una festività finlandese che cade il 1° maggio. In Finlandia, il Vappu e la sua vigilia assumono il carattere di una festa popolare simile a un carnevale, dedicata ai lavoratori, agli studenti e all'arrivo della primavera. Pur coincidendo con la Festa dei lavoratori, celebrata nella stessa data anche in Italia e in molti altri paesi, il Vappu ha un significato culturale più ampio e radicato nella tradizione finlandese. Dal 1979, il Vappu è un giorno festivo e non lavorativo ufficiale, nonché uno dei giorni ufficiali dell'alzabandiera in Finlandia.

## Storia della festa
Il nome della festività deriva dalla forma finlandese del nome Valpuri, a sua volta adattamento fonetico del nome latino Walburga, riferito a Santa Valpurga di Heidenheim. Valpurga di Heidenheim fu una santa cristiana vissuta nell’VIII secolo, figlia del re sassone San Riccardo d'Inghilterra, che intraprese la vita monastica e fu successivamente nominata badessa del monastero di Heidenheim, in Baviera, governandolo per quasi 20 anni. Alla sua morte, avvenuta intorno all’anno 779, fu venerata come santa e canonizzata ufficialmente il 1º maggio, presumibilmente nell’anno 870. Questo giorno divenne quindi la sua festa liturgica e il nome Walburga si diffuse nel culto cristiano del Medioevo.
La scelta del 1º maggio per celebrare Santa Valpurga non fu casuale: in molte aree dell’Europa settentrionale e centrale, tra cui le regioni germaniche e scandinave, la notte tra il 30 aprile e il 1º maggio era già associata a elementi di rituali pagani e tradizioni cicliche agrarie legati all’arrivo della primavera. Queste celebrazioni comprendevano falò, danze e riti propiziatori dedicati alla fertilità e alla protezione dalle forze maligne. Secondo le leggende diffuse nel folklore tedesco, durante questa notte le streghe si sarebbero riunite in raduni rituali sul monte Brocken, per danzare in onore della Luna. Questa credenza, percepita come minacciosa dai cristiani, portò alla sovrapposizione della festa di Santa Valpurga a tali riti, nel tentativo di cristianizzare le tradizioni pagane e neutralizzare le credenze considerate eretiche o diaboliche, dando origine alla cosiddetta Notte di Valpurga (Walpurgisnacht).
Anche in Finlandia esistevano antiche tradizioni primaverili che si celebravano all’inizio di maggio, ben prima della cristianizzazione. Tra queste si distingue la festa rurale chiamata hela, durante la quale si accendevano grandi falò all’aperto (helavalkeat) per allontanare gli spiriti maligni e proteggere il bestiame e i raccolti. I contadini facevano passare gli animali attraverso il fumo o le fiamme per preservarli dalle malattie, mentre campane e rumori rituali servivano a scacciare le influenze negative. Era anche un momento festoso, in cui si beveva idromele, si ballava e si celebrava il rinnovamento della natura. La festa di hela era così radicata che, con l’arrivo del cristianesimo, il culto di Santa Valpurga si sovrappose a queste pratiche, fondendo elementi religiosi e popolari. La tradizione dei falò, diffusa tra i popoli germanici, sopravvive ancora oggi in Svezia, soprattutto nella regione dello Svealand, mentre in Finlandia è ormai rara e limitata principalmente alle comunità di lingua svedese.

## Tradizioni della celebrazione moderna

### Cibo e tradizioni conviviali
Uno degli aspetti più caratteristici del Vappu è la convivialità legata al cibo e alle bevande. Le famiglie e i gruppi di amici si riuniscono all’aperto, spesso nei parchi cittadini, per organizzare picnic che segnano simbolicamente l’inizio della bella stagione. Tra i piatti tipici figurano le ciambelle fritte (in finlandese: munkki), i tippaleipä, la focaccia dolce, la salsiccia alla griglia e la classica insalata di patate.
Particolarmente simbolica è la sima, un’idromele leggero, frizzante e dolce, preparato anche in casa e apprezzato da grandi e bambini. Questa bevanda, menzionata nel poema epico nazionale Kalevala, ha assunto la forma attuale nel XVIII secolo e alla fine del XIX secolo era già diventata una delle bevande estive più popolari. Oggi è quasi inseparabile dalle celebrazioni del Vappu: viene prodotta industrialmente, ma è ancora molto comune prepararla in casa.
Durante il Vappu si augura tradizionalmente Hyvää Vappua!, ovvero “Buon Vappu!”, un saluto che accompagna gli scambi conviviali, i brindisi e le passeggiate in città.

#### Celebrazioni pubbliche e festa degli studenti
I festeggiamenti iniziano la sera del 30 aprile e proseguono per tutta la giornata del 1º maggio, trasformando le città finlandesi in spazi di festa e aggregazione. Le strade e i parchi si animano con concerti all’aperto, bancarelle, eventi musicali e raduni pubblici. 

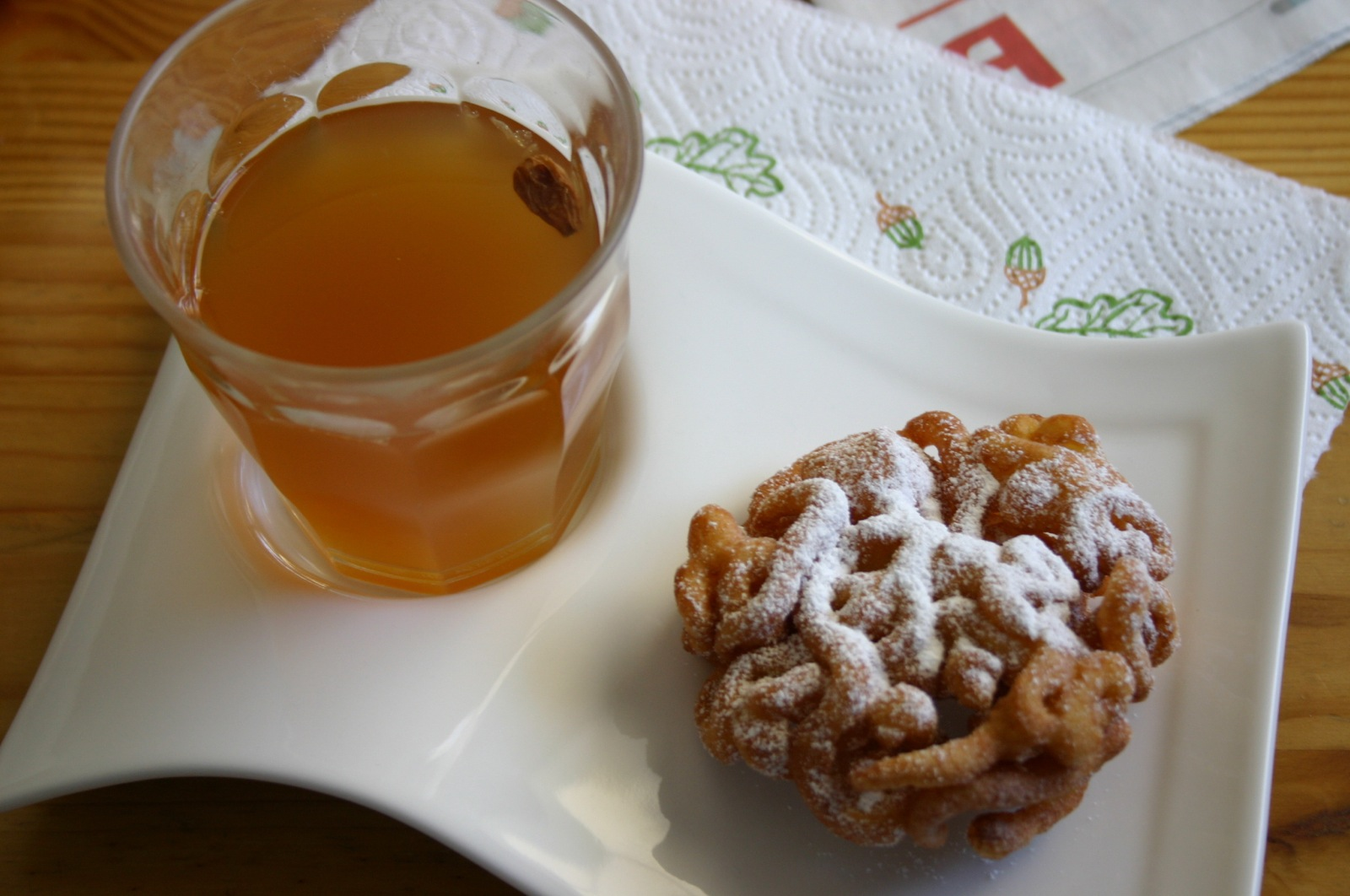
Sima e i tippaleipä sono tipici della festa finlandese del Vappu.

Il Vappu è anche la festa per eccellenza degli studenti, una tradizione che risale almeno al XVIII secolo. Nel XIX secolo, a Helsinki, gli studenti universitari iniziarono a radunarsi ogni 1º maggio nei parchi per celebrare l’arrivo della primavera, e negli anni ’70 dell’Ottocento si diffuse l’uso del berretto bianco da studente, che segna l’inizio simbolico della stagione estiva accademica. Questo cappello, ricevuto al termine delle scuole superiori, viene indossato con orgoglio anche da adulti e anziani durante il Vappu. Tra i protagonisti della festa ci sono gli studenti universitari, tra cui gli studenti di ingegneria (in finlandese: teekkari), riconoscibili per il loro berretto bianco con nappa nera (in finlandese: ylioppilaslakki) e per le tute colorate (in finlandese: opiskelijahaalari), che identificano la facoltà di appartenenza. Le tute sono personalizzate con toppe e stemmi ricevuti durante feste ed eventi universitari: più numerose sono le toppe, più attiva è stata la partecipazione alle attività studentesche.

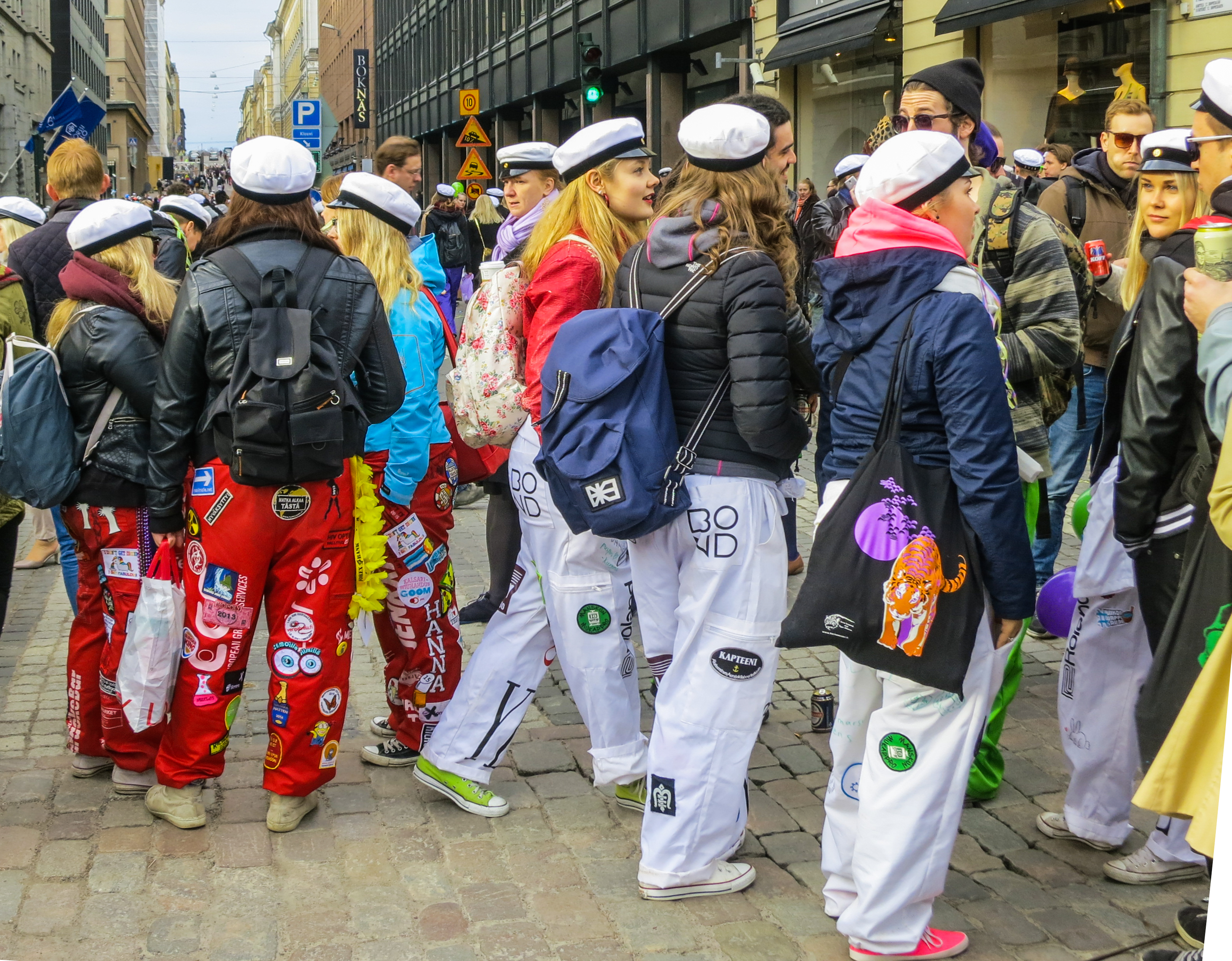
Studenti in tuta ad Helsinki per i festeggiamenti del Vappu nel 2016.

Il Vappu come festa degli studenti ha origini nel XVIII secolo, quando gli studenti dell’Accademia di Turku celebravano l’arrivo della primavera con canti e incontri. Dopo che nel 1820 l’imperatore e Granduca di Finlandia Alessandro I proibì la cosiddetta Festa di Primavera, le celebrazioni ripresero a Helsinki quando, in seguito al grande incendio di Turku del 1827, l’università venne trasferita nella nuova capitale. Qui gli studenti iniziarono a radunarsi ogni anno il 1º maggio nell'odierno parco Kaisaniemi per celebrare il compleanno di Catharina "Kaisa" Wahllund, figura amata dagli universitari e proprietaria di un popolare caffè frequentato da studenti e intellettuali. L'evento ha avuto una chiara influenza sulle attuali tradizioni del Vappu e, tra gli studenti di lingua svedese, il compleanno di Kaisa continua a essere festeggiato ancora oggi con un picnic nel parco che porta il suo nome.

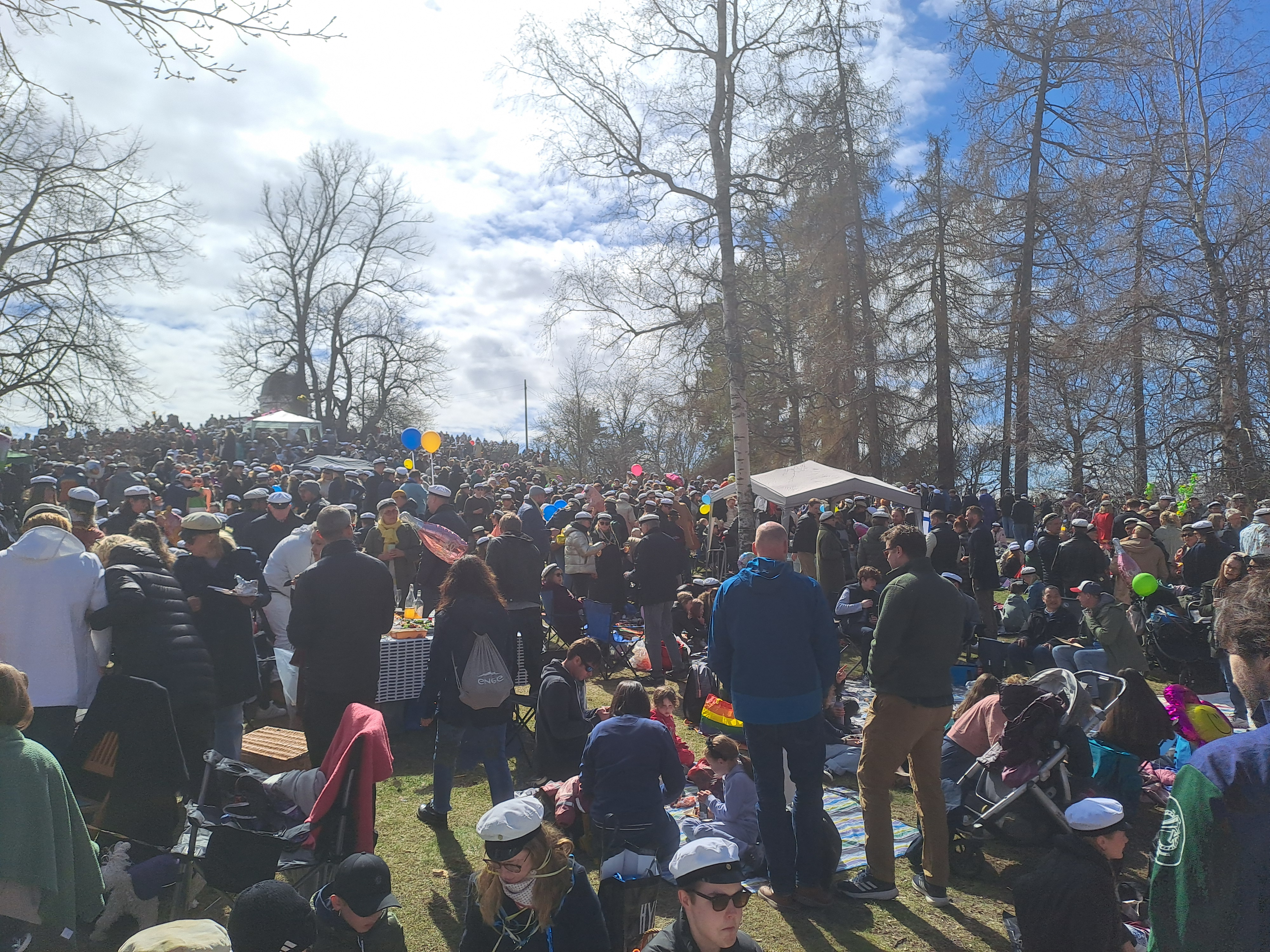
Picnic del pranzo del Vappu sulla collina di Ullanlinnanmäki, nel parco di Kaivopuisto ad Helsinki.

A Helsinki, il momento d'apertura della festa è il Mantan lakitus, ovvero la cerimonia di “incoronazione” della statua di Havis Amanda con un berretto bianco gigante. L’iniziativa, ufficialmente riconosciuta dal 1951, si tiene oggi nel tardo pomeriggio del 30 aprile e viene organizzata a turno dalle associazioni studentesche dell’area metropolitana e segna l'inizio ufficiale della festa. La mattina del 1° maggio le celebrazioni proseguono al parco di Kaivopuisto, sulla collina di Ullanlinnanmäki, dove si tengono performance musicali, canti e discorsi tenuti dai rappresentanti delle unioni studentesche, a cui seguono i consueti picnic nel parco.
Tradizioni simili si ritrovano in molte altre città finlandesi. A Tampere, il 1° maggio, i nuovi studenti vengono simbolicamente “battezzati” nelle fredde rapide del fiume Tammerkoski, mentre la sera precedente una statua cittadina viene adornata con il berretto da studente, preceduta da una marcia studentesca. Statue con il cappello bianco appaiono anche a Vaasa, Joensuu, Jyväskylä, Kuopio, Lahti, Lappeenranta, Oulu, Pori, Rovaniemi e Rauma. Simbolici “battesimi” dei nuovi studenti avvengono inoltre a Lappeenranta (con uno scivolo d’acqua nel lago Saimaa), Oulu e Pori, consolidando così il forte legame tra il Vappu e la vita universitaria finlandese.